# EHF Champions League 1994-1995 (pallamano maschile)
La EHF Champions League 1994-1995 è stata la 35ª edizione del massimo torneo europeo per club di pallamano, la 2ª con l'attuale denominazione.
Le finali si sono disputate il 17 e 22 aprile 1995 ed hanno visto trionfare per la prima volta nel torneo gli spagnoli del Bidasoa Irún.

## Formula
- Turno di qualificazione: venne disputato da sei squadre con la formula dell'eliminazione diretta con partite di andata e ritorno.
- Sedicesimi di finale: venne disputato da trentadue squadre con la formula dell'eliminazione diretta con partite di andata e ritorno.
- Ottavi di finale: venne disputato da sedici squadre con la formula dell'eliminazione diretta con partite di andata e ritorno.
- Champions League: venne disputata da otto squadre, divise in due gruppi da quattro club ciascuno, con la formula del girone all'italiana con partite di andata e ritorno; sostituiva i quarti di finale e le semifinali.
- Finali: le squadre vincenti i due gironi della Champions League disputavano la finale per il titolo di campione d'Europa con partite di andata e ritorno.

## Turno di qualificazione
| Squadra 1                | Squadra 2        | Andata                                                 | Ritorno                                                | Totale  |
| ------------------------ | ---------------- | ------------------------------------------------------ | ------------------------------------------------------ | ------- |
| HC Gtu Shevardeni-Telavi | Lokomotiv Trnava | Trnava, 5 settembre 1994 ore 19:00                     | Trnava, 7 settembre 1994 ore 19:00                     | 34 - 72 |
| HC Gtu Shevardeni-Telavi | Lokomotiv Trnava | 17 - 30 (8-15)                                         | 17 - 42 (4-24)                                         | 34 - 72 |
| HC Gtu Shevardeni-Telavi | Lokomotiv Trnava | Report Archiviato il 9 marzo 2016 in Internet Archive. | Report Archiviato il 9 marzo 2016 in Internet Archive. | 34 - 72 |
| Belassitza Petritch      | HC Kehra         | Sofia, 3 settembre 1994 ore 17:00                      | Tallinn, 10 settembre 1994 ore 13:00                   | 46 - 38 |
| Belassitza Petritch      | HC Kehra         | 24 - 17 (14-10)                                        | 22 - 21 (9-13)                                         | 46 - 38 |
| Belassitza Petritch      | HC Kehra         | Report Archiviato il 5 marzo 2016 in Internet Archive. | Report Archiviato il 5 marzo 2016 in Internet Archive. | 46 - 38 |
| RK Pelister              | SKA Minsk        | Bitola, 3 settembre 1994 ore 20:00                     | Minsk, 11 settembre 1994 ore 16:00                     | 56 - 57 |
| RK Pelister              | SKA Minsk        | 29 - 24 (17-10)                                        | 27 - 33 (12-15)                                        | 56 - 57 |
| RK Pelister              | SKA Minsk        | Report Archiviato il 9 marzo 2016 in Internet Archive. | Report Archiviato il 9 marzo 2016 in Internet Archive. | 56 - 57 |

## Sedicesimi di finale
| Squadra 1                | Squadra 2             | Andata                                                      | Ritorno                                                     | Totale  |
| ------------------------ | --------------------- | ----------------------------------------------------------- | ----------------------------------------------------------- | ------- |
| RK Zagabria              | HK Drott              | Zagabria, 8 ottobre 1994 ore 18:00                          | Halmstad, 16 ottobre 1994 ore 17:00                         | 53 - 45 |
| RK Zagabria              | HK Drott              | 23 - 22 (11-12)                                             | 29 - 23 (8-13)                                              | 53 - 45 |
| RK Zagabria              | HK Drott              | Report Archiviato il 7 aprile 2020 in Internet Archive.     | Report Archiviato il 7 aprile 2020 in Internet Archive.     | 53 - 45 |
| Club Balonmano Cantabria | Halkbank Ankara       | Santander, 14 ottobre 1994 ore 21:00                        | Santander, 16 ottobre 1994 ore 12:15                        | 56 - 33 |
| Club Balonmano Cantabria | Halkbank Ankara       | 27 - 15 (15-6)                                              | 29 - 18 (13-7)                                              | 56 - 33 |
| Club Balonmano Cantabria | Halkbank Ankara       | Report Archiviato il 7 aprile 2020 in Internet Archive.     | Report Archiviato il 7 aprile 2020 in Internet Archive.     | 56 - 33 |
| THW Kiel                 | Lokomotiv Trnava      | Kiel, 8 ottobre 1994 ore 15:00                              | Kiel, 10 ottobre 1994 ore 19:30                             | 53 - 36 |
| THW Kiel                 | Lokomotiv Trnava      | 26 - 19 (13-11)                                             | 27 - 17 (14-6)                                              | 53 - 36 |
| THW Kiel                 | Lokomotiv Trnava      | Report Archiviato il 7 aprile 2020 in Internet Archive.     | Report Archiviato il 7 aprile 2020 in Internet Archive.     | 53 - 36 |
| Nova San Pietroburgo     | Hapoel Rishon Le Zion | Rishon LeZion, 29 settembre 1993 ore 16:30                  | Rishon LeZion, 1º ottobre 1993 ore 16:30                    | 45 - 52 |
| Nova San Pietroburgo     | Hapoel Rishon Le Zion | 25 - 29 (10-17)                                             | 20 - 23 (8-12)                                              | 45 - 52 |
| Nova San Pietroburgo     | Hapoel Rishon Le Zion | Report Archiviato il 24 settembre 2015 in Internet Archive. | Report Archiviato il 24 settembre 2015 in Internet Archive. | 45 - 52 |
| Kolding IF               | Sandefjord HK         | Kolding, 26 settembre 1993 ore 14:30                        | Sandefjord, 3 ottobre 1993 ore 16:00                        | 48 - 56 |
| Kolding IF               | Sandefjord HK         | 25 - 25 (12-14)                                             | 23 - 31 (11-14)                                             | 48 - 56 |
| Kolding IF               | Sandefjord HK         | Report Archiviato il 24 settembre 2015 in Internet Archive. | Report Archiviato il 24 settembre 2015 in Internet Archive. | 48 - 56 |
| RK Zagabria              | Granitas Kaunas       | Nove Mesto, 29 settembre 1993 ore 18:00                     | Kaunas, 2 ottobre 1993 ore 18:00                            | 48 - 41 |
| RK Zagabria              | Granitas Kaunas       | 27 - 19 (15-12)                                             | 21 - 22 (11-10)                                             | 48 - 41 |
| RK Zagabria              | Granitas Kaunas       | Report Archiviato il 13 aprile 2014 in Internet Archive.    | Report Archiviato il 13 aprile 2014 in Internet Archive.    | 48 - 41 |
| Halkbank Ankara          | Borba Lucerna         | Ankara, 26 settembre 1993 ore 17:30                         | Lucerna, 3 ottobre 1993 ore 16:30                           | 37 - 38 |
| Halkbank Ankara          | Borba Lucerna         | 18 - 17 (10-10)                                             | 19 - 21 (11-11)                                             | 37 - 38 |
| Halkbank Ankara          | Borba Lucerna         | Report Archiviato il 13 aprile 2014 in Internet Archive.    | Report Archiviato il 13 aprile 2014 in Internet Archive.    | 37 - 38 |
| USAM Nîmes               | HT Tatran Prešov      | Nîmes, 25 settembre 1993 ore 20:30                          | Prešov, 3 ottobre 1993 ore 10:00                            | 40 - 31 |
| USAM Nîmes               | HT Tatran Prešov      | 22 - 16 (11-6)                                              | 18 - 15 (0-0)                                               | 40 - 31 |
| USAM Nîmes               | HT Tatran Prešov      | Report Archiviato il 13 aprile 2014 in Internet Archive.    | Report Archiviato il 13 aprile 2014 in Internet Archive.    | 40 - 31 |
| Tatra Koprivnice         | Valur                 | Reykjavík, 2 ottobre 1993 ore 16:30                         | Reykjavík, 3 ottobre 1993 ore 20:30                         | 41 - 45 |
| Tatra Koprivnice         | Valur                 | 23 - 23 (12-15)                                             | 18 - 22 (10-15)                                             | 41 - 45 |
| Tatra Koprivnice         | Valur                 | Report Archiviato il 13 aprile 2014 in Internet Archive.    | Report Archiviato il 13 aprile 2014 in Internet Archive.    | 41 - 45 |
| Strovolou Nicosia        | KC Veszprém           | Veszprém, 22 settembre 1993 ore 17:30                       | Veszprém, 24 settembre 1993 ore 17:30                       | 35 - 70 |
| Strovolou Nicosia        | KC Veszprém           | 17 - 33 (8-16)                                              | 18 - 37 (8-18)                                              | 35 - 70 |
| Strovolou Nicosia        | KC Veszprém           | Report Archiviato il 13 aprile 2014 in Internet Archive.    | Report Archiviato il 13 aprile 2014 in Internet Archive.    | 35 - 70 |
| KS Kielce                | Ionikos Atene         | Kielce, 25 settembre 1993 ore 17:00                         | Kielce, 26 settembre 1993 ore 17:00                         | 62 - 42 |
| KS Kielce                | Ionikos Atene         | 32 - 20 (16-10)                                             | 30 - 22 (15-9)                                              | 62 - 42 |
| KS Kielce                | Ionikos Atene         | Report Archiviato il 13 aprile 2014 in Internet Archive.    | Report Archiviato il 13 aprile 2014 in Internet Archive.    | 62 - 42 |
| Pallamano Trieste        | Union West-Wien       | Trieste, 25 settembre 1993 ore 20:00                        | Vienna, 2 ottobre 1993 ore 17:00                            | 34 - 35 |
| Pallamano Trieste        | Union West-Wien       | 21 - 17 (8-11)                                              | 13 - 18 (7-8)                                               | 34 - 35 |
| Pallamano Trieste        | Union West-Wien       | Report Archiviato il 13 aprile 2014 in Internet Archive.    | Report Archiviato il 13 aprile 2014 in Internet Archive.    | 34 - 35 |
| Redbergslids IK          | RK Celje              | Göteborg, 26 settembre 1993 ore 16:30                       | Laško, 2 ottobre 1993 ore 17:00                             | 34 - 38 |
| Redbergslids IK          | RK Celje              | 23 - 21 (13-9)                                              | 11 - 17 (2-8)                                               | 34 - 38 |
| Redbergslids IK          | RK Celje              | Report Archiviato il 13 aprile 2014 in Internet Archive.    | Report Archiviato il 13 aprile 2014 in Internet Archive.    | 34 - 38 |
| VS Drumso IK Dicken      | Vestmanna IF          | Esbo, 25 settembre 1993 ore 19:00                           | Vestmanna, 2 ottobre 1993 ore                               | 50 - 33 |
| VS Drumso IK Dicken      | Vestmanna IF          | 28 - 16 (13-6)                                              | 22 - 17 (9-7)                                               | 50 - 33 |
| VS Drumso IK Dicken      | Vestmanna IF          | Report Archiviato il 13 aprile 2014 in Internet Archive.    | Report Archiviato il 13 aprile 2014 in Internet Archive.    | 50 - 33 |
| SKA Minsk                | Belassitza Petritch   | Minsk, 26 settembre 1993 ore 16:00                          | Sofia, 3 ottobre 1993 ore 18:00                             | 55 - 45 |
| SKA Minsk                | Belassitza Petritch   | 32 - 16 (13-9)                                              | 23 - 29 (13-13)                                             | 55 - 45 |
| SKA Minsk                | Belassitza Petritch   | Report Archiviato il 13 aprile 2014 in Internet Archive.    | Report Archiviato il 13 aprile 2014 in Internet Archive.    | 55 - 45 |
| ABC Braga                | Inita H.C. Hasselt    | Braga, 25 settembre 1993 ore 18:00                          | Hasselt, 2 ottobre 1993 ore 20:00                           | 43 - 27 |
| ABC Braga                | Inita H.C. Hasselt    | 26 - 13 (13-7)                                              | 17 - 14 (9-6)                                               | 43 - 27 |
| ABC Braga                | Inita H.C. Hasselt    | Report Archiviato il 13 aprile 2014 in Internet Archive.    | Report Archiviato il 13 aprile 2014 in Internet Archive.    | 43 - 27 |

## Ottavi di finale
| Squadra 1        | Squadra 2                | Andata                                                      | Ritorno                                                     | Totale  |
| ---------------- | ------------------------ | ----------------------------------------------------------- | ----------------------------------------------------------- | ------- |
| KS Kielce        | SG Wallau-Massenheim     | Kielce, 31 ottobre 1993 ore 15:00                           | Hofheim am Taunus, 7 novembre 1993 ore 15:30                | 48 - 66 |
| KS Kielce        | SG Wallau-Massenheim     | 23 - 34 (10-17)                                             | 25 - 32 (11-15)                                             | 48 - 66 |
| KS Kielce        | SG Wallau-Massenheim     | Report Archiviato il 13 aprile 2014 in Internet Archive.    | Report Archiviato il 13 aprile 2014 in Internet Archive.    | 48 - 66 |
| RK Celje         | Borba Lucerna            | Laško, 30 ottobre 1993 ore 17:10                            | Lucerna, 7 novembre 1993 ore 16:00                          | 51 - 30 |
| RK Celje         | Borba Lucerna            | 27 - 11 (15-5)                                              | 24 - 19 (10-11)                                             | 51 - 30 |
| RK Celje         | Borba Lucerna            | Report Archiviato il 24 settembre 2015 in Internet Archive. | Report Archiviato il 24 settembre 2015 in Internet Archive. | 51 - 30 |
| ABC Braga        | Hapoel Rishon Le Zion    | Braga, 30 ottobre 1993 ore 18:00                            | Rishon LeZion, 5 novembre 1993 ore 16:00                    | 58 - 53 |
| ABC Braga        | Hapoel Rishon Le Zion    | 28 - 22 (16-10)                                             | 30 - 31 (16-13)                                             | 58 - 53 |
| ABC Braga        | Hapoel Rishon Le Zion    | Report Archiviato il 13 aprile 2014 in Internet Archive.    | Report Archiviato il 13 aprile 2014 in Internet Archive.    | 58 - 53 |
| KC Veszprém      | Club Balonmano Cantabria | Veszprém, 31 ottobre 1993 ore 13:45                         | Santander, 6 novembre 1993 ore 13:30                        | 45 - 51 |
| KC Veszprém      | Club Balonmano Cantabria | 29 - 26 (14-11)                                             | 16 - 25 (11-10)                                             | 45 - 51 |
| KC Veszprém      | Club Balonmano Cantabria | Report Archiviato il 13 aprile 2014 in Internet Archive.    | Report Archiviato il 13 aprile 2014 in Internet Archive.    | 45 - 51 |
| Valur            | Sandefjord HK            | Sandefjord, 6 novembre 1993 ore 14:30                       | Sandefjord, 7 novembre 1993 ore 18:00                       | 46 - 46 |
| Valur            | Sandefjord HK            | 25 - 22 (15-13)                                             | 21 - 24 (10-14)                                             | 46 - 46 |
| Valur            | Sandefjord HK            | Report Archiviato il 13 aprile 2014 in Internet Archive.    | Report Archiviato il 13 aprile 2014 in Internet Archive.    | 46 - 46 |
| Drumso IK Dicken | RK Zagabria              | Esbo, 31 ottobre 1993 ore 17:00                             | Zagabria, 6 novembre 1993 ore 20:00                         | 53 - 66 |
| Drumso IK Dicken | RK Zagabria              | 26 - 24 (11-13)                                             | 27 - 42 (11-20)                                             | 53 - 66 |
| Drumso IK Dicken | RK Zagabria              | Report Archiviato il 13 aprile 2014 in Internet Archive.    | Report Archiviato il 13 aprile 2014 in Internet Archive.    | 53 - 66 |
| SKA Minsk        | USAM Nîmes               | Nîmes, 5 novembre 1993 ore 20:30                            | Nîmes, 6 novembre 1993 ore 20:30                            | 37 - 57 |
| SKA Minsk        | USAM Nîmes               | 15 - 31 (4-15)                                              | 22 - 26 (10-12)                                             | 37 - 57 |
| SKA Minsk        | USAM Nîmes               | Report Archiviato il 13 aprile 2014 in Internet Archive.    | Report Archiviato il 13 aprile 2014 in Internet Archive.    | 37 - 57 |
| Union West-Wien  | RK Medveščak             | Vienna, 31 ottobre 1993 ore 11:45                           | Zagabria, 7 novembre 1993 ore 17:00                         | 39 - 38 |
| Union West-Wien  | RK Medveščak             | 23 - 30 (11-11)                                             | 16 - 18 (7-10)                                              | 39 - 38 |
| Union West-Wien  | RK Medveščak             | Report Archiviato il 13 aprile 2014 in Internet Archive.    | Report Archiviato il 13 aprile 2014 in Internet Archive.    | 39 - 38 |

## Fase a gironi

### Girone A
|  | Pos. | Squadra       | Pt | G | V | N | P | GF  | GS  | DR  |
|  | ---- | ------------- | -- | - | - | - | - | --- | --- | --- |
|  | 1.   | ABC Braga     | 8  | 6 | 3 | 2 | 1 | 139 | 135 | +4  |
|  | 2.   | USAM Nîmes    | 7  | 6 | 2 | 3 | 1 | 142 | 135 | +7  |
|  | 3.   | Sandefjord HK | 7  | 6 | 3 | 1 | 2 | 146 | 145 | +1  |
|  | 4.   | RK Zagabria   | 2  | 6 | 0 | 2 | 4 | 135 | 147 | -12 |

| Nîmes 18 gennaio 1994, ore 20:30 | USAM Nîmes | 25 – 22 (15-13) referto | RK Zagabria | (4000 spett.) |

| Sandefjord 19 gennaio 1994, ore 19:00 | Sandefjord HK | 28 – 18 (14-8) referto | ABC Braga | (765 spett.) |

| Zagabria 25 gennaio 1994, ore 19:00 | RK Zagabria | 29 – 29 (14-16) referto | Sandefjord HK | (4000 spett.) |

| Braga 26 gennaio 1994, ore 21:00 | ABC Braga | 26 – 26 (17-11) referto | USAM Nîmes | (1000 spett.) |

| Nîmes 1º febbraio 1994, ore 20:30 | USAM Nîmes | 26 – 20 (15-10) referto | Sandefjord HK | (4000 spett.) |

| Braga 2 febbraio 1994, ore 21:00 | ABC Braga | 24 – 19 (11-7) referto | RK Zagabria | (800 spett.) |

| Nîmes 8 febbraio 1994, ore 20:30 | USAM Nîmes | 22 – 22 (10-12) referto | ABC Braga | (4000 spett.) |

| Sandefjord 9 febbraio 1994, ore 19:00 | Sandefjord HK | 25 – 24 (16-11) referto | RK Zagabria | (1000 spett.) |

| Braga 23 marzo 1994, ore 21:00 | ABC Braga | 28 – 22 (17-9) referto | Sandefjord HK | (600 spett.) |

| Zagabria 24 marzo 1994, ore 20:15 | RK Zagabria | 23 – 23 (10-8) referto | USAM Nîmes | (6000 spett.) |

| Zagabria 6 aprile 1994, ore 19:00 | RK Zagabria | 18 – 21 (9-11) referto | ABC Braga | (5000 spett.) |

| Sandefjord 6 aprile 1994, ore 19:00 | Sandefjord HK | 22 – 20 (9-9) referto | USAM Nîmes | (1000 spett.) |

### Girone B
|  | Pos. | Squadra                  | Pt | G | V | N | P | GF  | GS  | DR |
|  | ---- | ------------------------ | -- | - | - | - | - | --- | --- | -- |
|  | 1.   | Club Balonmano Cantabria | 8  | 6 | 4 | 0 | 2 | 136 | 136 | 0  |
|  | 2.   | SG Wallau-Massenheim     | 6  | 6 | 3 | 0 | 3 | 128 | 127 | +1 |
|  | 3.   | Union West-Wien          | 6  | 6 | 3 | 0 | 3 | 116 | 121 | -5 |
|  | 4.   | RK Celje                 | 4  | 6 | 2 | 0 | 4 | 120 | 116 | +4 |

| Laško 19 gennaio 1994, ore 18:25 | RK Celje | 19 – 21 (12-11) referto | Club Balonmano Cantabria | (3000 spett.) |

| Vienna 19 gennaio 1994, ore 19:30 | Union West-Wien | 20 – 19 (10-8) referto | SG Wallau-Massenheim | (1000 spett.) |

| Santander 26 gennaio 1994, ore 20:45 | Club Balonmano Cantabria | 21 – 17 (11-9) referto | Union West-Wien | (2000 spett.) |

| Hofheim am Taunus 30 gennaio 1994, ore 15:00 | SG Wallau-Massenheim | 23 – 18 (11-9) referto | RK Celje | (1000 spett.) |

| Hofheim am Taunus 2 febbraio 1994, ore 20:00 | SG Wallau-Massenheim | 30 – 23 (16-12) referto | Club Balonmano Cantabria | (3000 spett.) |

| Laško 2 febbraio 1994, ore 20:25 | RK Celje | 24 – 18 (9-10) referto | Union West-Wien | (2000 spett.) |

| Vienna 9 febbraio 1994, ore 19:30 | Union West-Wien | 28 – 23 (13-10) referto | Club Balonmano Cantabria | (1000 spett.) |

| Laško 13 febbraio 1994, ore 16:30 | RK Celje | 23 – 16 (12-7) referto | SG Wallau-Massenheim | (2000 spett.) |

| Hofheim am Taunus 20 febbraio 1994, ore 15:00 | SG Wallau-Massenheim | 17 – 15 (7-6) referto | Union West-Wien | (2000 spett.) |

| Santander 23 febbraio 1994, ore 20:45 | Club Balonmano Cantabria | 20 – 19 (12-7) referto | RK Celje | (2000 spett.) |

| Vienna 6 aprile 1994, ore 19:30 | Union West-Wien | 18 – 17 (6-10) referto | RK Celje | (1000 spett.) |

| Santander 6 aprile 1994, ore 20:45 | Club Balonmano Cantabria | 28 – 23 (12-13) referto | SG Wallau-Massenheim | (3000 spett.) |

## Finali
| Squadra 1    | Squadra 2   | Andata                                                                | Ritorno                                                                | Totale  |
| ------------ | ----------- | --------------------------------------------------------------------- | ---------------------------------------------------------------------- | ------- |
| Bidasoa Irún | RK Zagabria | Irún, 17 aprile 1995 ore 19:00                                        | Zagabria, 22 aprile 1995 ore 20:15                                     | 56 - 47 |
| Bidasoa Irún | RK Zagabria | 30 - 20 (12-12)                                                       | 26 - 27 (12-15)                                                        | 56 - 47 |
| Bidasoa Irún | RK Zagabria | 3000 Spett. - Report Archiviato il 5 giugno 2012 in Internet Archive. | 12000 Spett. - Report Archiviato il 5 giugno 2012 in Internet Archive. | 56 - 47 |

## Campioni
| Vincitore della Champions League 1994-1995 |
| ------------------------------------------ |
| Bidasoa Irún 1º titolo                     |